# Dagmar Rom
Pour les articles homonymes, voir Rom.
Dagmar Rom, née le 16 juin 1928 à Innsbruck et morte le 13 octobre 2022 dans la même ville, est une skieuse alpine autrichienne.
En 1950, une année après la création de la distinction, le titre de Personnalité sportive autrichienne de l'année lui est décerné.

## Palmarès

### Jeux olympiques d'hiver
| Épreuve / Édition | Descente | Slalom géant | Slalom |
| JO 1952 Oslo      | 5e       | Argent       | 36e    |

### Championnats du monde
| Épreuve / Édition   | Descente | Slalom géant | Slalom |
| Mondiaux 1950 Aspen | 9e       | Or           | Or     |
| JO 1952 Oslo        | 5e       | Argent       | 36e    |

### Arlberg-Kandahar
- Meilleur résultat : 2e place dans la descente 1949 à Sankt Anton